# 2014년 세계 펜싱 선수권 대회
제61회 세계 펜싱 선수권 대회는 국제 펜싱 연맹(FIE)의 주관으로 2014년 7월 15일부터 23일까지 러시아 카잔에서 열린 국제 펜싱 대회이다.